# Anadenanthera colubrina
Anadenanthera colubrina – gatunek drzewa z rodziny bobowatych. Gatunek blisko spokrewniony z Anadenanthera peregrina. Występuje w Ameryce Południowej i na Karaibach. Jest enteogenem używanym w ceremoniach i rytuałach uzdrawiania.

## Właściwości fizyko-chemiczne
Zawiera znaczne ilości alkaloidów, pochodnych β-karboliny i tryptamin, między innymi bufoteninę (w największym stężeniu), DMT i 5-MeO-DMT.